# John Aubrey
John Aubrey (12. března 1626 Easton Piers, nebo Percy ve Wiltshire – 7. července 1697) byl anglický starožitník a spisovatel. Vzdělával se na Oxfordské univerzitě. Jeho nejznámějším dílem se stala série krátkých biografií dnes známá jako Brief Lives. Sbíral také lidové pověry, které vyšly v díle Miscellanies. Věnoval se také archeologii prehistorických památek, zkoumal například Stonehenge.